# Mosquero (Novo México)
Mosquero é uma vila localizada no estado americano de Novo México, no Condado de Harding e Condado de San Miguel.

## Demografia
Segundo o censo americano de 2000, a sua população era de 120 habitantes.
Em 2006, foi estimada uma população de 90, um decréscimo de 30 (-25.0%).

## Geografia
De acordo com o United States Census Bureau tem uma área de 2,6 km², dos quais 2,6 km² cobertos por terra e 0,0 km² cobertos por água.

## Localidades na vizinhança
O diagrama seguinte representa as localidades num raio de 72 km ao redor de Mosquero.